# 沉淀罐 (科羅拉多州)
沉澱罐（英語：Gunbarrel）是位於美國科羅拉多州圓石縣的一個人口普查指定地區。

## 地理
沉澱罐的座標為40°03′56″N 105°11′15″W / 40.06556°N 105.18750°W，而該地最高點為海拔高度1610米（即5282英尺）。

## 人口
根據2010年美國人口普查的數據，沉澱罐的面積為16.7平方千米，當中陸地面積為16.7平方千米，而水域面積為0.1平方千米。當地共有人口9263人，而人口密度為每平方千米554人。